# Airline Tycoon
Airline Tycoon és un videojoc en el qual has de dissenyar i gestionar la teva pròpia companyia aèria. Aquí podràs dissenyar els teus avions, el teu personal, les teves instal·lacions, etc. Hauràs de controlar tots els vols. Si hi ha un desastre natural, hauràs de tenir molta organització perquè tots els vols surtin a temps i ningú surti ferit. El joc va ser desenvolupat per Spellbound i publicat per Infogrames l'any 1998.

## Acollida
Les vendes d'Airline Tycoon van superar les 150.000 unitats a tot el món l'any 2001.
El 2001 una ressenya d'IGN va donar a Airline Tycoon una bona puntuació de 7.9/10. Airline Tycoon2 rebé de Metacritic una puntuació mediocre de 57/100.